# Афанасьев, Иван Филиппович
Иван Филиппович Афанасьев (1916 — 17 августа 1975) — гвардии капитан, ветеран Великой Отечественной войны, участник Сталинградской битвы. В октябре-ноябре 1942 г. — командир гарнизона «Дома Павлова».

## Биография
Родился в станице Воронежская, Усть-Лабинского района Екатеринодарского отдела Кубанской области (совр. — Краснодарский край). Русский.
В РККА призван Сочинским ГВК 18 октября 1941 года.
По состоянию на июнь 1942 г. службу проходил в должности командира пулемётного взвода. Участвовал в боях под Харьковом. В июне 1942 отдельная мотострелковая бригада, где проходит службу И. Афанасьев, ведёт оборонительные бои под Купянском и Двуреченском (Украина). 21 июня 1942 в ходе боя в районе Конопляны был ранен и эвакуирован в госпиталь в Острогожск (Воронежская область). В ходе стремительного наступления немецко-фашистских войск летом 1942 на южном направлении, из Острогожска, с товарищем по имени Василий Ерин, Афанасьев идёт в направлении Поворино (совр. — Воронежская область), куда пришли 24 июня. В тот же день, Афанасьева и Ерина со Сталинградского ж/д вокзала доставили в госпиталь в посёлке Тракторозаводцев, располагавшемся в северной части города. Из госпиталя были выписаны в начале июля 1942. С пересыльного пункта Ивана Афанасьева и Василия Ерина направили в расположение 169 стрелковой дивизии, штаб которой располагался в районе Харабалей (Астраханская область, около 250 км от Сталинграда).
18 сентября 1942 Афанасьев со своим взводом был зачислен в маршевую роту. В Капустином Яре (Астраханская область), расположенном в 100 км от Сталинграда, из эшелонов военнослужащие пересаживались в машины, прибывшие за пополнением, и направлялись в Красную Слободу, откуда переправлялись в Сталинград.

## Сталинградская битва
После переправы с Красной Слободы в Сталинград, прибывших бойцов встретил офицер 3-го стрелкового батальона 42 Гв. стрелкового полка 13 Гв. стрелковой дивизии Соловьёв, который повёл их в штаб, размещавшийся недалеко от берега в одном из зданий Управления НКВД (современный адрес: ул. Маршала Чуйкова, д. 43). Командиром 42 стрелкового полка был полковник Иван Павлович Елин. Всего, в 42 полк вместе с Афанасьевым, прибыло 13 рядовых и 3 офицера. Третий батальон занимал оборону в районе домов Управления НКВД, ул. Солнечной (современная — ул. им. 13-й Гвардейской дивизии), площади 9 Января и севернее её, в районе современной ул. Наумова (командир 7-й стрелковой роты). Афанасьев был направлен взводным в седьмую роту, которой на тот момент командовал старший лейтенант Иван Наумов, а взводом — старший сержант командир пулемётного расчёта Илья Воронов. Командир 7 роты Иван Наумов со своими бойцами держал оборону мельницы Грудинина (Гергардта). Во взводе, к моменту прибытия Афанасьева, было пять человек и один пулемёт.
30 сентября 1942 г. лейтенант Афанасьев был назначен командиром гарнизона дома, ставшего впоследствии известным, как Дом Павлова, проникнувшего в дом с тремя бойцами несколькими днями ранее. Несмотря на непрерывные атаки немецкой пехоты при поддержке танков и авиаудары с воздуха, гарнизон защитников дома под командованием лейтенанта Ивана Афанасьева удерживал дом Облпотребсоюза по ул. Пензенская с 1 октября 1942 г. до начала общего наступления советских войск — 19 ноября 1942 г. Оборона дома продолжалась 58 дней.
К середине октября 1942 связисты 13-й Гв. дивизии смогли протянуть связь гарнизона с командиром роты Наумовым, находящимся в здании мельницы. В это же время гарнизон получил в подкрепление миномётчиков с двумя ротными 50 мм миномётами во главе с младшим лейтенантом Чернышенко и трех автоматчиков (Мурзаев, Мосиашвили и Турдыев).
В ночь, с 24 на 25 ноября 1942 г., гарнизон дома двумя группами с северной и южной части площади им. 9 января участвует в атаке на «молочный дом» (совр. — Дом офицеров Волгоградского гарнизона).
В ночной атаке дом был взят. Убит командир роты Наумов, много раненых, в том числе Павлов и Шаповалов. На рассвете, с первыми лучами солнца, немцы предпринимают контратаку «молочного дома». В течение дня — ещё три. К вечеру 25 ноября в «молочном» осталось девять бойцов. Пулемётчик Илья Воронов получил двадцать пять осколков, но продолжал сражаться, обороняя «молочный дом»; Афанасьев был сильно контужен в результате сильного взрыва.
К вечеру 26 ноября 1942 г. Афанасьев был эвакуирован в полевой эвакогоспиталь № 4184.
29 декабря 1942 г. Афанасьев был выписан из госпиталя и в тот же день вернулся в свою часть. По возвращении в батальон Афанасьеву дали пулемётный взвод (на этот раз в составе двух расчетов).
К 15 января 1943 г. 42 гвардейский стрелковый полк передал свои позиции другим подразделениям и выступил в район завода «Красный Октябрь» и Мамаева кургана, где 16 января занял оборону. Во второй половине дня 18 января 1943 г. Афанасьев был вновь ранен в бою, в районе завода «Красный Октябрь», при наступлении на Мамаев курган.

## После Сталинградской битвы
После ранения Иван Афанасьев был эвакуирован в госпиталь, который размещался в Ленинске (Среднеахтубинский район, Волгоградская область). В начале мая 1943 года Афанасьев был выписан из больницы.
После Сталинградской битвы, во время Орловско-Курской операции, Афанасьев воевал в районе посёлков Верхняя Ридань, Коптево, Волобуево, Гнездилово, села Глинки. В декабре 1943 года 25 ТБР вёдет упорные бои под Киевом в районе Фастова, Малина, Корастышева. Трое суток шло танковое сражение за посёлок и станцию Чеповичи. В дальнейшем, воевал под Новоград-Волынском, Дубно, Ровно, Львовом, Краковом, Бреслау, Котбусом и Берлином.
Победу встретил под Прагой (Чехословакия) в составе 3 танковой армии, переброшенной из Берлина на освобождение Праги, где бои продолжались до 11 мая.

## Награды
Приказом от 22.02.1943 года лейтенант Афанасьев награждён орденом Красной Звезды за то, что в боях за г. Сталинград в районе посёлка Красный Октябрь вместе со своим взводом уничтожил около 150 солдат и офицеров противника, огнём из личного оружия уничтожил 18 солдат, и блокировал 4 блиндажа, дав возможность пехоте провести контратаку.
Приказом от 15.01.1944 года гвардии лейтенант Афанасьев награждён орденом Красной Звезды за то, что в бою за ст. Ченовичи огнём пулемётов своего взвода уничтожил до 200 солдат и офицеров противника. При этом сам Афанасьев уничтожил около 40 солдат, заменив раненного пулемётчика.
Приказом от 09.05.1944 года парторг батальона автоматчиков 111-й тбр гвардии лейтенант Афанасьев награждён орденом Отечественной войны II степени за самоотверженность и мужество, проявленное в ходе исполнения своих прямых обязанностей парторга, направленных на поддержание боевого духа солдат батальона.
Приказом по 25-й танковой дивизии старший лейтенант Афанасьев награждён медалью «За освобождение Праги».
Приказом командира 25-й танковой дивизии старший лейтенант Афанасьев награждён медалью «За взятие Берлина».
Приказом от 20.06.1949 гвардии старший лейтенант Афанасьев награждён медалью ««За боевые заслуги».
Приказом от 07.10.1946 года старший лейтенант Афанасьев награждён медалью «За победу над Германией в Великой Отечественной войне 1941—1945 гг.».

## После войны
Осенью 1951 года Афанасьев уволился из армии в отставку и поселился с семьёй в Борисоглебске (Воронежская область). В начале 1960-х переехал в Волгоград и после потери зрения работал на предприятии, где трудились незрячие.
В 1957 году Сталинградский Горисполком пригласил Афанасьева «на празднование 14-й годовщины разгрома немецко-фашистских захватчиков у Волги». Во время приезда в город Афанасьев встретился с однополчанами. С ними Афанасьев посетил дом, который защищали в октябре-ноябре 1942.
В феврале 1958 года защитники дома встретились вновь. На встречу приехал и Яков Павлов с Золотой Звездой Героя, а также бывший командир батальона Виктор Дронов.
В результате полученной во время войны контузии, в 1951 Иван Афанасьев лишился зрения, которое было частично восстановлено после операции, проведённой в феврале 1964 года в Волгограде. Продолжал собирать информацию, общаться с родственниками бойцов, воевавших в Сталинграде, и писать о обороне Дома Павлова.
Из-за ранения и госпитализации о лейтенанте Афанасьеве и его командовании гарнизоном Дома Павлова с 1 октября по 19 ноября 1942 года забыли. Фронтовые корреспонденты, которые писали о подвиге защитников этого дома, не знали, кто возглавлял оборону. Из-за того, что на картах здание обозначали как «Дом Павлова», таким был назван сержант Павлов которому в июне 1945 года было присвоено звание Героя Советского Союза. Лейтенант Афанасьев к званию Героя СССР командованием не представлялся.
Директор Государственного музея обороны Царицына—Сталинграда имени И. В. Сталина Надежда Михайловна Шевцова вместе с ветеранами направляли документы в Москву с ходатайством о присвоении Ивану Филипповичу Афанасьеву звания Героя Советского Союза и о вручении остальным защитникам Дома Солдатской Славы орденов, но ответа на ходатайство из Москвы так и не поступило. Не было присвоено И. Ф. Афанасьеву и звание «Почётный гражданин города».
В послевоенное время, благодаря другим защитникам дома Павлова, имя командира получило огласку. Сам Афанасьев после войны переехал в Сталинград. Несмотря на проблемы с зрением ему удалось написать мемуары, а также вести переписку с другими защитниками Дома солдатской славы, как называл его сам Афанасьев, ставший автором одноимённой книги, которую он надиктовывал, будучи слепым. Книга «Дом солдатской славы» с предисловием командира 13-й Гвардейской стрелковой дивизии генерал-полковника Александра Родимцева вышла в московском издательстве ДОСААФ в конце 1970 года.
15 октября 1967 года при открытии памятника ансамбля на Мамаевом кургане в кортеже из ГАЗ-69 вместе с Константином Недорубовым сопровождал Василия Ефремова, который доставил на бронетранспортёре факел с Вечным огнём от площади Павших Борцов до Мамаева кургана. В 1970 году вместе с Константином Недорубовым и Василием Зайцевым заложил капсулу с посланием к потомкам, которую откроют 9 мая 2045 года, в день столетия Победы.
18 сентября 2013 года в Волгограде на доме № 43, где жил Иван Афанасьев с 1958 по 1975 год по улице Советской, был установлен портрет Афанасьева с указанием, что Афанасьев, как старший по званию и должности организовал и командовал гарнизоном Дома Солдатской Славы (Дома Павлова).
Писатель и историк Юрий Михайлович Беледин в книге «Осколок в сердце» доказал, что командиром обороны знаменитого Дома Павлова (Дома Солдатской Славы) был Иван Афанасьев.

## Смерть
Иван Филиппович Афанасьев умер 17 августа 1975 года и был похоронен на Центральном (Дмитровском) кладбище Волгограда. Однако, в завещании он указал, что хотел бы покоиться с бойцами, с которыми защищал Сталинград, на Мамаевом кургане. 22 июня 2013 года Иван Филиппович Афанасьев был перезахоронен на мемориальном кладбище Мамаева кургана.

## Семья
- Жена — Екатерина Ивановна Афанасьева.[22]
- Сын — Анатолий Иванович Афанасьев.[23]
- Дочь — Тамара Ивановна Афанасьева.[23]